# Papeda des Célèbes
Pour les articles homonymes, voir Papeda (homonymie).
Espèce
Citrus celebica, le papeda des Célèbes est un agrume sauvage rare, endémique d'Indonésie septentrionale (dont aux Célèbes), proche du combava et de Citrus macrophylla. Les cultivars ou hybrides cités sont Amapong, Alemo et Kubaio.

## Dénomination et taxonomie
S. Hendrik Koorders décrit Citrus celebica Koord. en 1898 en Indonésie, aux Célèbes.
A Guillaumin en 1911 en fait un synonyme de C. macroptera qui se rapproche beaucoup de C. hystrix. Puis en 1914 dans sa description de C. hystrix («une grande confusion règne au sujet de cette espèce») qu'il distingue par ses étamines absolument libres, la plante écrit-il  «a été nommée Citrus latipes Hooker fils et Thomson, Citrus macroptera Montrouzier, Limon agrestis, Papeda et férus Rumphius, Limon Swangy Valentini, Papeda Rumphii Hasskarl, Citrus Papeda Miquel, Citrus celebica Koorders, Citrus papuana Bailey, Citrus torosa Blanco (suivant F. Villar et Citrus echinata Saint-Lager, mais tous ces noms sont synonymes)». Considérant l'immensité de l'aire de dispersion il note des variations considérables dans la taille des feuilles au Tibet 4,5 × 0,6 cm, en Chine 9 × 2,5 cm, aux Philippines de 13 × 5 cm, en Nouvelle-Guinée de 16 × 4 cm, en Nouvelle-Calédonie 17 × 7 cm. La liste des synonymes du combava ne cessera de croitre, Ravindran (2017) en énumère 45.
Elmer D. Merrill (1923) classe la variété cultivée de combava Boholensis Wester (1915) comme une légère variante de C. hystrix DC. «très proche sinon identique» à Citrus celebica Koord.
Alemo (mot philippin) de son côté est érigé en espèce par Wester (Citrus macrophylla Wester) en 1915.

### Apport de la génétique
Contrairement aux sous genres proposés par Swingle (1967) l'apport de la génétique permet de diviser le sous-genre Papeda en deux accessions (C. hystrix et C. celebica). F. Curk et al. confirment en 2014 qu'Alemo est un hybride possible de Citrus celebica Koord «un papeda distinct de C. micrantha » avant de fixer (2016) la phylogénie d'Alemo, il s'agit d'un hybride C. medica. C. Borredá Fernández (2021) précise que certains Papeda (C. macroptera ou C. hystrix) ont de larges distributions géographique (Bornéo, Sulawesi, les Philippines et la Nouvelle-Guinée) tandis C. micrantha ne se rencontre que dans quelques iles (Cebu et Bohol aux Philippines) et C. celebica uniquement aux Célèbes. L'endémisme de ces populations réduites pourrait expliquer le peu de diversité génétique et la spéciation.
C. celebica a donc toujours un statut d'espèce alors qu'Alemo est souvent classé soit C. macrophylla soit C. celebica soit les deux.

## Description

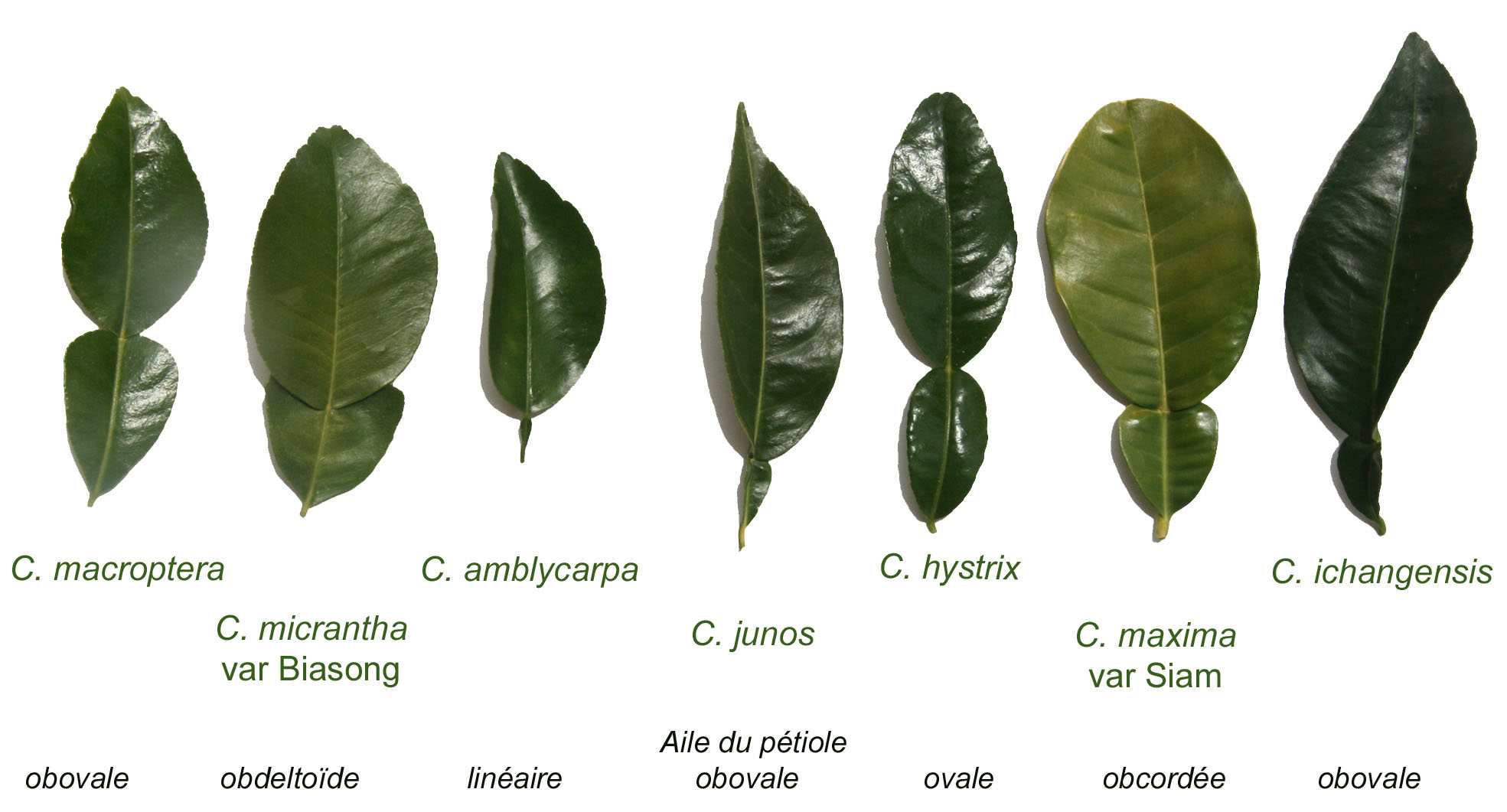
Feuilles bipennées de Citrus: la proximité de l'exemplaire de l'herbier avec combava et Alemo est visible

Arbre de 5 m à feuilles bipennées, pétioles ailés, fleurs de taille moyenne à étamines courtes et libres. Le fruit mesure 10 cm de diamètre la peau est épaisse.